# Pescara megye
Pescara Olaszország Abruzzo régiójának egyik megyéje. Székhelye Pescara város.

## Fekvése

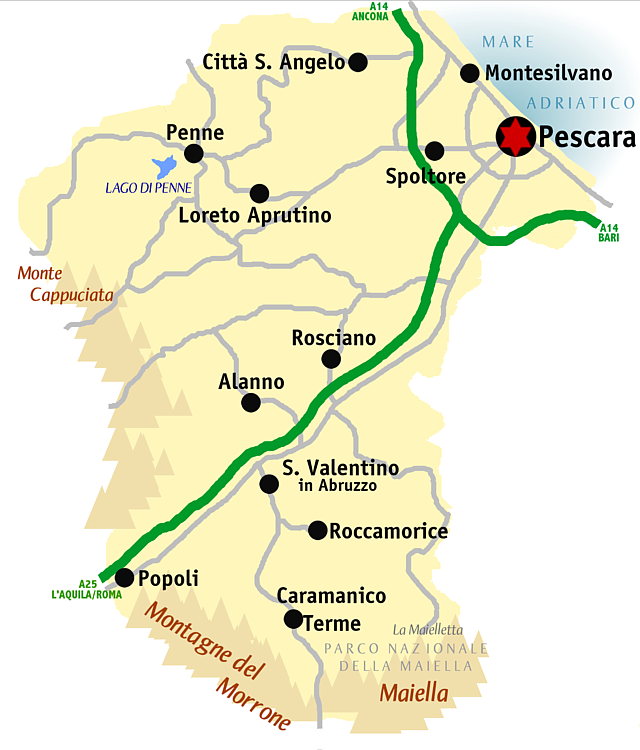
Pescara megye

Pescara megyét keleten az Adriai-tenger, délen Chieti, nyugaton L’Aquila, északon pedig Teramo megyék határolják.
Domborzata lépcsőzetes. A megye nyugati része benyúlik a Monti della Laga és Gran Sasso d’Italia hegységek területére, majd fokozatosan lejt az Adriai-tenger partjáig. Déli részé benyúlik a Majella-hegység területére. A megye területének nagy része dombvidék, kisebb síkságok csak a folyók völgyében vannak.
Tengerpartja finom homokos, üdülésre alkalmas (elsősorban Pescara és Montesilvano környékén).
A megyét átszelő fő vízfolyások a Aterno-Pescara, Schiavone, Orta és Tavo.
A Tavo völgyében található a megye legnagyobb tava, a Pennei-tó.
Éghajlata változó: nyugati részében hűvösebb hegyvidéki, míg a tengerparton már forró mediterrán.

## Fő látnivalók
- természeti látnivalók:
  - Majella Nemzeti Park
  - Gran Sasso - Monti della Laga Nemzeti Park
- kulturális helyszínek:
  - Manoppello történelmi központja
  - Nocciano történelmi központja
  - Penne történelmi központja és középkori falrendszere
  - Pescara belvárosa
  - Sant’Eufemia a Maiella botanikus kertje
  - Spoltore erődje
  - Cappelle sul Tavo termálfürdői

## Községek(comuni)
| Abbateggio             | Montesilvano                       |
| Alanno                 | Moscufo                            |
| Bolognano              | Nocciano                           |
| Brittoli               | Penne                              |
| Bussi sul Tirino       | Pescara                            |
| Cappelle sul Tavo      | Pescosansonesco                    |
| Caramanico Terme       | Pianella                           |
| Carpineto della Nora   | Picciano                           |
| Castiglione a Casauria | Pietranico                         |
| Catignano              | Popoli                             |
| Cepagatti              | Roccamorice                        |
| Città Sant’Angelo      | Rosciano                           |
| Civitaquana            | Salle                              |
| Civitella Casanova     | San Valentino in Abruzzo Citeriore |
| Collecorvino           | Sant’Eufemia a Maiella             |
| Corvara                | Scafa                              |
| Cugnoli                | Serramonacesca                     |
| Elice                  | Spoltore                           |
| Farindola              | Tocco da Casauria                  |
| Lettomanoppello        | Torre de’ Passeri                  |
| Loreto Aprutino        | Turrivalignani                     |
| Manoppello             | Vicoli                             |
| Montebello di Bertona  | Villa Celiera                      |